# Neoplocaederus multipunctatus
Neoplocaederus multipunctatus är en skalbaggsart som först beskrevs av Atkinson 1953.  Neoplocaederus multipunctatus ingår i släktet Neoplocaederus och familjen långhorningar. Inga underarter finns listade i Catalogue of Life.